# سانتا جاديا ديل كايد
بلدية سانتا جاديا ديل كايد (بالإسبانية: Santa Gadea del Cid)‏, هي إحدى بلديات مقاطعة برغش, التي تقع في منطقة قشتالة وليون, والتي تقع في شمال غرب إسبانيا.
يبلغ عدد سكانها 177 نسمة وفقاً لإحصائية سنة (2002).